# Сарбай, Елжас Талгатулы
Елжас Талгатулы Сарбай (каз. Елжас Талғатұлы Сарбай; род. 24 июля 1998, Кызылорда) — казахстанский футболист, защитник казахстанского клуба «Жетысай».

## Клубная карьера
Начал карьеру в 2015 году в составе дубля «Кайсара». Со сдедующего года начал выступать за фарм-клубы — «Байконур» и «Кайсар М» в Первой и Второй лигах Казахстана соответственно. В чемпионате Казахстана дебютировал 27 ноября 2020 года в матче против «Кызыл-Жара» (1:2).

## Карьера в сборной
Провёл шесть игр за юношескую сборную Казахстана до 18 лет и один матч за молодёжную сборную до 21 года.

## Клубная статистика
| Игровая карьера | Игровая карьера | Игровая карьера | Лига | Лига | Кубок | Кубок | Межд. | Межд. | Др. | Др. |
| --------------- | --------------- | --------------- | ---- | ---- | ----- | ----- | ----- | ----- | --- | --- |
| 2020            | Кайсар          | А               | 1    | 0    | —     | —     | —     | —     | —   | —   |
| 2021            | Кайсар          | А               | 3    | 0    | 1     | 0     | —     | —     | —   | —   |
| 2022            | Кайсар          | Б               | 11   | 0    | 4     | 0     | —     | —     | —   | —   |
| 2023            | Кыран           | Б               | 4    | 0    | 3     | 1     | —     | —     | —   | —   |